# Rifondazione Comunista Sammarinese
Rifondazione Comunista Sammarinese è stato un partito politico sammarinese.
Ispiratosi e strutturatosi sul modello del movimento italiano Rifondazione Comunista, RCS è nato nel 1992 per iniziativa di un gruppo di ex-iscritti, simpatizzanti ed elettori del disciolto Partito Comunista Sammarinese (PCS) che non si riconoscevano nel nuovo Partito Progressista Democratico Sammarinese (PPDS) nel quale era devoluto. Tra i primissimi fondatori e leader carismatico è stato Giuseppe Amici, già Capitano reggente e Segretario di Stato per l'Industria.
Amici ha ricoperto l'incarico di Presidente del Partito dal 2002 fino al 2006.
Nelle elezioni politiche a San Marino del 2001 Rifondazione Comunista Sammarinese totalizza 738 voti, il 3,38% del totale; qualche anno dopo, l'8 maggio 2004, al congresso di Roma, è uno tra i partiti fondatori del Partito della Sinistra Europea (SE).
Per le elezioni politiche del 4 giugno 2006 è entrato a far parte, assieme a Zona Franca, di un'alleanza politico-elettorale chiamata Sinistra Unita, alleanza che ha raccolto 1.911 voti ovvero l'8,67% delle preferenze, conquistando così 5 dei 60 seggi del Consiglio Grande e Generale.
Segretario del Partito dal dicembre 1998 fino al luglio 2006 è stato Ivan Foschi, membro della Delegazione Parlamentare Sammarinese presso l'Assemblea Parlamentare dell'OSCE, che dal 27 luglio 2006 ricopre la carica di Segretario di Stato alla Giustizia, ai rapporti con le Giunte di Castello, all'Informazione e alla Pace.
A seguito delle dimissioni di Ivan Foschi per assumere l'incarico di Governo, il Partito è stato retto da una Segreteria collettiva composta da Angelo Della Valle, Luca Lazzari e Vanessa Muratori fino al IV Congresso svoltosi nel marzo 2007; successivamente, segretario del partito divenne Angelo Della Valle, mentre fu nominata presidente Natalina Sapigni.
Nel 2012 il partito si è sciolto confluendo definitivamente in Sinistra Unita.
Organo di stampa del movimento politico era il notiziario Rifondinforma.

## Congressi nazionali
- I Congresso -
- II Congresso -
- III Congresso - 2002
- IV Congresso - Fiorentino, 2-3 marzo 2007

## Struttura

### Segretari nazionali
- Ivan Foschi (1998-2006)
- Angelo Della Valle (2007-2012)

### Presidenti nazionali
- Giuseppe Amici (2002-2006)
- Natalina Sapigni (2007-2012)

## Risultati elettorali
|                | Lista                       | Voti                               | %     | Seggi |   |
| Politiche 1993 | Consiglio Grande e Generale | Rifondazione Comunista Sammarinese | 731   | 3,36  | 2 |
| Politiche 1998 | Consiglio Grande e Generale | Rifondazione Comunista Sammarinese | 714   | 3,27  | 2 |
| Politiche 2001 | Consiglio Grande e Generale | Rifondazione Comunista Sammarinese | 738   | 3,38  | 2 |
| Politiche 2006 | Consiglio Grande e Generale | Sinistra Unita                     | 1.911 | 8,67  | 5 |
| Politiche 2008 | Consiglio Grande e Generale | Sinistra Unita                     | 1.797 | 8,57  | 5 |
| Politiche 2012 | Consiglio Grande e Generale | Sinistra Unita                     | 1.808 | 9,14  | 5 |